# Gare de Svenningdal
La gare de Svenningdal est une gare ferroviaire de la ligne du Nordland, située dans la commune de Grane. Elle fut ouverte en 1940 lorsque la ligne fut utilisée jusqu'à Mosjøen.

## Situation ferroviaire
Établie à 133.5 m d'altitude, la gare se situe à 354.49 km de Trondheim.

## Service aux voyageurs

### Accueil
La gare a un parking. Il y a une aubette.

### Desserte
La gare est desservie par quatre trains par jour en direction de Trondheim et Bodø.